# Mahalwari
Mahalwari – system podatkowy właściwy dla terenów wiejskich wprowadzony w stanach Uttar Pradesh, Pendżab, Madhya Pradesh w Indiach w czasach kolonialnych. Legalizował wspólnotę wiejską (bliską tradycji indyjskiej wsi), która jako spółka wiejska miała sprecyzowane: zasady działania, okres użytkowania ziemi, wysokość opodatkowania dochodów.